# Загадкові смерті російських бізнесменів (з 2022)
У 2022 році відбулась серія загадкових смертей російських бізнесменів, більшість з яких були або виглядали як самогубства. Часто лунала думка, що обставини цих смертей є підозрілими, і що самогубства могли бути інсценованими.

## Обставини
3 червня 2022 року нідерландський мовник NOS описав цей феномен як "лякаюча послідовність смертей російських мільярдерів, багато яких були з нафтової чи газової галузі, які були знайдені мертвими за незвичних обставин починаючи з початку цього року. Перший випадок був 30 січня, коли 60-річний Леонід Шульман, очільник транспортного відділу російського газового гіганта «Газпром», був знайдений мертвим у ванні своєї дачі в Ленінградській області. Поруч із його тілом була передсмертна записка. 6 липня 2022 португальська редакція CNN описала групу померлих, як "мільйонерів з прямими чи непрямими зв'язками з кремлем, які були знайдені мертвими за дивних обставин починаючи з початку цього року". Вони посилалися на раніше опубліковане розслідування USA Today, яке дійшло до висновку, що "38 російських бізнесменів та олігархів близьких до Кремля, померли за загадкових чи підозрілих обставин між 2014 і 2017 роками".
Друзі та родичі померлих бізнесменів, зазвичай, не могли повірити що ті вбили самі себе, а в деяких випадках ще й своїх дружин із дітьми, і вимагали проведення незалежного розслідування їхніх загадкових смертей. Ігор Волобуєв, колишній віцеголова «Газпромбанку» народжений в Україні, покинув Росію на початку російського вторгнення в Україну в 2022 році та приєднався до Легіону «Свобода Росії», сказав в інтерв'ю виданню The Insider, що вважає те, що його колишній колега Владислав Аваєв нібито вбив свою родину і після цього скоїв самогубство, інсценуванням: "Чому? Складно сказати. Мабуть, він щось знав і становив якусь небезпеку." Подібним чином син Сергія Протосені, який не перебував у Іспанії коли його батьків і сестру знайшли мертвими в Льорет-де-Мар, заявив що його батько не був злочинцем, а його батьки та сестра були вбиті кимось іншим. Протосеня був колишнім виконавчим директором газового гіганта «Новатек».

## Список
| Ім'я                        | Посада                                                                     | Дата смерті           | Місце знайдення тіла                                                          | Обставини |
| --------------------------- | -------------------------------------------------------------------------- | --------------------- | ----------------------------------------------------------------------------- | --- |
| Леонід Шульман              | Голова транспортного відділу «Газпрому»                                    | 30 січня 2022         | ванна кімната його дачі в Ленінградській області                              | Поруч із його тілом була знайдена передсмертна записка                                                                              |
| Олександр Туляков           | Високопосадовець «Газпрому»                                                | 25 лютого 2022        | гараж дому в Санкт-Петербурзі                                                 | Передсмертну записку знайдено на його тілі                                                                                          |
| Михайло Вотфорд             | Російський мільярдер народжений в Україні                                  | 28 лютого 2022        | гараж дому в графстві Суррей                                                  | Британські слідчі не знайшли слідів злочину                                                                                         |
| Василь Мельников            | Російський бізнесмен, власник компанії «Medstorm»                          | 23 березня 2022       | квартира в Нижньому Новгороді                                                 | Дружина та двоє синів були знайдені мертвими поруч з ним                                                                            |
| Владислав Аваєв             | Колишній віцепрезидент «Газпромбанку»                                      | 18 квітня 2022        | розкішні апартаменти в Москві                                                 | Його дружина та 13-річна донька були знайдені мертвими поруч з ним                                                                  |
| Сергій Протосеня            | Колишній високопосадовець «Новатеку».                                      | 19 квітня 2022        | сад його резиденції в місті Льорет-де-Мар в Іспанії                           | Протосеня повісився на поручні, його дружину та доньку знайшли мертвими в ліжках з тупими ударами сокири та ножовими пораненнями    |
| Андрій Круковський          | Менеджер гірськолижного курорту «Красная поляна», який належить «Газпрому» | 2–3 травня 2022       | скеля поруч з фортецею Ачіпсе біля міста Сочі                                 | Нібито впав зі скелі коли підіймався до фортеці Ачіпсе                                                                              |
| Олександр Субботін          | Член правління компанії «Лукойл»                                           | 8–9 травня 2022       | підвал ямайського шамана в Москві                                             | Помер від нібито "серцевого нападу через передозування наркотиків" під час шаманського ритуалу, скоріш за все від "жаб'ячої отрути" |
| Юрій Воронов                | Виконавчий директор компанії «Astra Shipping», підрядника «Газпрому»       | 4 липня 2022          | басейн його резиденції в Ленінградській області                               | На його голові були погнепальні поранення, пістолет знайшли поруч з тілом                                                           |
| Ден Рапопорт                | Російський бізнесмен народжений в Латвії та відкритий критик Путіна        | 14 серпня 2022        | розкішні апартаменти в місті Вашингтон                                        | Випав зі свої апартаментів на вулицю                                                                                                |
| Маганов Равіль Ульфатович   | Голова російського нафтового гіганта «Лукойл» та відкритий критик Путіна   | 1 вересня 2022        | під вікном Центральної клінічної лікарні в Москві                             | Шпиталізований через проблеми із серцем та депресію, після цього "випав з вікна"                                                    |
| Іван Печорін                | Авіаційний директор «Корпорації розвитку дальнього сходу та Арктики»       | 10 вересня 2022       | тіло знайдене на березі біля села Берегове, в 160 кілометрах від Владивостоку | Втипав з човна і потонув біля мису Ігнатьєв у Владивостоці, тіло знайдене біля села Берегове двома днями пізніше                    |
| Володимир Сунгоркін         | Головний редактор російської державної газети «Комсомольская правда»       | 14 вересня 2022       | село Рощіно, Хабаровський край                                                | В нього нібито стався напад і він задихнувся по дорозі на обід                                                                      |
| Анатолій Геращенко          | Колишній ректор Московського авіаційного інституту                         | 21 вересня 2022       | Московський авіаційний інститут                                               | Впав зі сходів у будівлі інституту                                                                                                  |
| Павло Пчельников            | Директор «Digital Logistics», дочірньої компанії ВАТ «Російські залізниці» | 28 вересня 2022       | власна квартира в Москві                                                      | Нібито застрелився на балконі своєї квартири                                                                                        |
| Абдулаєв Магомед Імранович  | колишній голова уряду Дагестану                                            | 5 січня 2023 (61 рік) | вулиця Магомета Гаджієва у Махачкалі                                          | потрапив під колеса автомобіля ВАЗ-21214 Нива, переходячи проїжджу частину дороги поза зоною пішохідного переходу.                  |
| Некрасов Володимир Іванович | Голова російського нафтового гіганта «Лукойл»                              | 24 жовтня 2023        | Москва                                                                        | За попереднім висновком лікарів, він помер ніби-то через гостру серцеву недостатність.                                              |
| Бадалов Андрій              | віце-президент ПАО Транснефть                                              | 4 липня 2025          | Москва                                                                        | Випав із вікна своєї квартири на Рубльовському шосе і розбився на смерть.                                                           |
| Роман Старовойт             | Міністр транспорту РФ, колишній губернатор Курської області                | 6 липня 2025          | с. Роздори, Московської області                                               | покінчив життя самогубством, застрелившись із нагородного пістолета                                                                 |